# Шальвар-камиз (Родина)
Шальвар-камиз (англ. «Shalwar Kameez») — третий эпизод четвёртого сезона американского драматического телесериала «Родина», и 39-й во всём сериале. Премьера состоялась на канале Showtime 12 октября 2014 года.

## Сюжет
Куинн (Руперт Френд) хочет уйти из ЦРУ. Агента подвергают оценке его психологического состояния. В сессии разбираются события, произошедшие в Исламабаде, где был убит Сэнди Бакман (Кори Столл). Куинн говорит, что вынужден был выбирать между Сэнди и Кэрри (Клэр Дэйнс), которые были в машине с ним. Когда психолог спрашивает Куинна, состоит ли он в отношениях с Кэрри, Куинн злится и выходит из комнаты.
Кэрри прилетает в Исламабад и узнаёт, что Посольство находится в режиме изоляции. Тем не менее, она ускользает от охраны, а также от разведки ISI и добирается до конспиративной квартиры, где её встречают люди из старой команды — Фара (Назанин Бониади) и Макс (Мори Стерлинг). Их цель - связаться с Айаном Ибрагимом (Сурадж Шарма). Фара пытается выйти на контакт с юношей, выдавая себя за журналистку из Лондона. Айан отказывается говорить с ней и немедленно уходит. Фара сообщает Кэрри, что Айан был напуган. Кэрри считает, что у юноши  должна быть ценная информация.
На следующий день Кэрри симулирует недомогание в туалете кафе, чтобы встретиться с Айаном, так как он студент-медик. Она называет себя руководителем Фары. Женщина говорит Айану, что он находится в опасности, и просит его рассказать свою историю. Кэрри предлагает юноше защиту, а также возможность продолжить обучение в Англии или США. Айан не отвечает. Кэрри даёт ему свою визитную карточку перед тем, как уйти.
Дар Адал (Ф. Мюррей Абрахам) приходит к Куинну. Диалога не получается, Куинн пытается задушить Адала, но вовремя останавливается. Хозяйка квартиры (Эмили Уокер) подслушивает их разговор. Позже она говорит Куинну, что он не заслуживает такую жизнь.
Куинн смотрит видеозаписи беспорядка, во время которого погиб Сэнди. На паре роликов он замечает человека, который носит наушник. Куинн понимает, что инцидент был подстроен, и звонит Кэрри, чтобы сообщить эту новость. В ответ Кэрри просит Куинна прилететь в Пакистан, так как больше ей некому доверять. Куинн нехотя соглашается.

## Производство
Режиссёром стала исполнительный продюсер Лесли Линка Глаттер, а сценаристом стал исполнительный продюсер Александр Кэри.

## Реакция

### Реакция критиков
Кори Баркер из TV.com назвал его "умеренным эпизодом, в котором была большая польза почти ото всех в составе" и высоко оценил выступление Руперта Френда. Соня Сарайя из The A.V. Club дала эпизоду оценку "A-", сказав, что он "ещё больше заинтриговал и жду, что дальше произойдёт в «Родине» больше, чем я когда-либо видела в предыдущем сезоне и более".

### Рейтинги
Эпизод посмотрели 1.22 миллиона зрителей, снизившись по сравнению с премьерой, у которой было 1.61 миллион зрителей.